# Hracholusky (Boêmia do Sul)
Hracholusky é uma comuna checa localizada na região da Boêmia do Sul, distrito de Prachatice.